# ジャパンカップサイクルロードレース2006
ジャパンカップサイクルロードレース2006（Japan Cup Cycle Road Race 2006）は、ジャパンカップサイクルロードレースの15回目のレース。2006年10月21日・22日の両日行われた。

## 結果

### 男子
- UCIアジアツアー1.1
- 10月22日（日） 151.3 km

|    | 選手名                       | 国籍       | チーム                             | 時間          |
| -- | ---------------------------- | ---------- | ---------------------------------- | ------------- |
| 1  | リカルド・リッコ             | イタリア   | サウニエル・ドゥバル＝プロディール | 3時間58分18秒 |
| 2  | ルッジェーロ・マルツォーリ   | イタリア   | ランプレ                           | 同            |
| 3  | ウラディミール・グセフ       | ロシア     | ディスカバリーチャンネル           | 同            |
| 4  | ステイン・デヴォルデル       | ベルギー   | ディスカバリーチャンネル           | 同            |
| 5  | スィルヴェステル・シュムィド | ポーランド | ランプレ                           | +07秒         |
| 6  | マヌエーレ・モーリ           | イタリア   | サウニエル・ドゥバル＝プロディール | +41秒         |
| 7  | 宮澤崇史                     | 日本       | チーム・バン                       | 同            |
| 8  | シャビエル・フロレンシオ     | スペイン   | ブイグ・テレコム                   | +43秒         |
| 9  | 野寺秀徳                     | 日本       | スキル・シマノ                     | +57秒         |
| 10 | 福島晋一                     | 日本       | チーム・バン                       | 同            |